# 杭爱县
杭爱县是蒙古国后杭爱省的县，位于后杭爱省西南部。

## 简介
杭爱县得名于杭爱山脉。县内植被茂密，有连绵的山区及山地草原带，多西伯利亚针叶林，常见野生动物有麋鹿、西伯利亚狍、狼、狐狸、野猪、山羊、猞猁和棕熊等。